# 安东尼奥·弗拉维奥
安东尼奥·弗拉维奥·阿伊雷斯·多斯桑托斯（Antônio Flávio Aires dos Santos）或简称安东尼奥·弗拉维奥（Antônio Flávio）（1987年1月5日—）出生于巴西托坎廷斯州纳萨雷的布雷日尼奥，是一名巴西足球运动员。他擅长踢前锋位置，目前效力中超球队上海申鑫。他也常被球迷和解说员略称为“弗拉维奥”。

## 球员生涯
2003年，16岁的弗拉维奥在戈亚尼恩斯竞技开始他的足球生涯。2006年转往安德拉乌斯队。2007年，圣安德烈体育俱乐部签下弗拉维奥，并在一年后给予了一份正式的职业合同。
2009年，弗拉维奥被瑞典足球俱乐部AIK的球探相中，前往欧洲踢球。在瑞典，他很快便与阿根廷前锋伊万·奥博洛成为优秀的锋线搭档。他在与赫根队的比赛中第一次为这支来自索尔纳市的球队进球。随后，在与斯德哥尔摩的劲敌佐加顿斯的比赛中，他独中两元。另外，他曾在一场比赛中掀起自己的球衣，展示内衬T恤上的文字“Hata Göteborg”（讨厌哥德堡）。这一做法引起了哥德堡球迷的不满并引发了争议。事后弗拉维奥解释说他并不知道这短语是何意思，他只是想着如何去夺冠。2009年11月1日，AIK队在先失一球的情况下以2-1的比分逆转IFK哥德堡，获得了2009年瑞典足球超级联赛的冠军，弗拉维奥在这场比赛中攻入了扳平的一球。
2011年，逐渐失去主力位置的弗拉维奥被AIK租借回国，加盟巴西足球乙级联赛的圣卡埃塔诺队。2012年1月3日，AIK官方宣布弗拉维奥转会加盟中国足球超级联赛球队南昌衡源。

## 荣誉

### AIK
- 瑞典足球超级联赛: 2009
- 瑞典杯: 2009
- 瑞典超级杯: 2010